# أوجين سكاليا
أوجين سكاليا (بالإنجليزية: Eugene Scalia) هو سياسي ومحامي أمريكي من الحزب الجمهوري ولد في يوم 14 أغسطس 1963 في مدينة كليفلاند في أوهايو. هو ابن قاضي المحكمة العليا الأمريكية السابق أنتونين سكاليا. أكمل دراسة العلوم الاقتصادية في جامعة فرجينيا. وثم درس القانون في جامعة شيكاغو. في سنة 2019 اختاره الرئيس دونالد ترامب لشعل منصب وزير العمال حتى سنة 2021.